# Nitrosomonadaceae
Die Nitrosomonadaceae sind eine Familie von Bakterien der Ordnung Nitrosomonadales. Es handelt sich um nitrifizierende Bakterienarten die im Stoffwechsel Ammoniak (NH3) zu Nitrat (NO3−) oxidieren und hierdurch Energie gewinnen.

## Merkmale
Zu der Familie zählen zwei Gattungen, Nitrosomonas und Nitrosospira:
- Nitrosomonas: Einzelne oder kurze Ketten von stäbchen- oder kugelförmigen Zellen. Die Zellen sind meist polar begeißelt, und viele Arten nutzen Harnstoff als Ammoniumquelle. Die Bakterien bilden manchmal Aggregate. Die einzelnen Arten sind in unterschiedlichen Habitaten auffindbar (z. B. in Waldböden, eutrophen Gewässer oder auch im Meer)

- Nitrosospira: Die Zellen sind spiralförmig mit 3–20 Umdrehungen, auch kugelförmige Zellen wurden beobachtet. Sie sind mit einer bis zu sechs, 3–5 µm langen Flagellaten peritrich begeißelt. Nitrosospira wurde u. a. in Waldböden und auf Gesteinsoberflächen, selten auch in Süßwasser gefunden

## Stoffwechsel und Ökologie
Nitrosomonadaceae sind aerob, sie benötigen Sauerstoff für den Stoffwechsel. Sie sind chemolithoautotroph, d. h., sie können anorganische Elektronendonatoren (Ammoniak) zur Energiegewinnung anwenden und sind nicht auf organische Energie- und Kohlenstoffquellen angewiesen. Durch die Oxidation von Ammoniak zu Nitrit werden Elektronen in eine Elektronentransportkette gebracht. Es wird eine protonenmotorische Kraft erzeugt, wodurch schließlich ATP erzeugt wird. Für die Kohlenstofffixierung nutzen die nitrifizierenden Bakterien den Calvin-Zyklus, der auch bei der Photosynthese der Pflanzen genutzt wird.
Die Nitrifikation ist ein wichtiger Teil des natürlichen Stickstoffkreislaufes; die Ammoniakoxidation von Ammoniakoxidierern (Nitritbakterien) wie Nitrosomonadaceae bildet den ersten Schritt. Im zweiten Schritt werden von Nitritoxidierern (Nitratbakterien) Nitritionen zu Nitrationen (NO3−) oxidiert. Die Ammoniakoxidierer haben in der Regel Namen die mit Nitroso- beginnen, während Namen der Nitritbakterien mit Nitro- beginnen.
Die Nitrosomonadaceae kommen, wie alle nitrifizierenden Bakterien, im Boden und Wasser vor. Vor allem in Gebieten, in denen viel Ammoniak vorkommt, wie z. B. in Kläranlagen sind sie in großen Mengen vorhanden. Abwasser ist im Allgemeinen reich an Ammoniak, wodurch nitritfizierende Bakterien auch häufig in Seen oder Flüssen, in die Abwasser eingeleitet wird, vorkommen.

## Systematik
Die Familie der Nitrosomonadaceae steht in der Ordnung der Nitrosomonadales. Diese Ordnung gehört zu der Klasse der Betaproteobacteria. Nitrosomonas ist die Typusgattung der Familie und der Ordnung.
Folgende Gattungen werden zu der Familie gestellt (Stand 4. Februar 2016):
- Nitrosomonas Winogradsky 1892
- Nitrosospira Winogradsky and Winogradsky 1933

Die Gattung Nitrosolobus Watson et al. 1971 mit einer Art wurde der Gattung Nitrosospira als Nitrosospira multiformis zugeordnet. „Nitrosovibrio“ Harms et al. 1976 ist keine anerkannte Bakteriengattung, lediglich ist bei Nitrosospira tenuis das Synonym „Nitrosovibrio tenius“ (sic) geführt.